# Deborah (cràter)
Deborah és un cràter d'impacte en el planeta Venus de 9,7 km de diàmetre. Porta el nom d'un antropònim hebreu, i el seu nom va ser aprovat per la Unió Astronòmica Internacional el 1997.